# Col de Santa Lucia
Le col de Santa Lucia (en corse Bocca di Santa Lucia) est un col de Corse entre Pino et Luri. Il relie ces deux communes qui sont situées de part et d'autre de la péninsule du cap Corse.

## Géographie
Le col de Santa Lucia se situe dans la partie septentrionale de la Serra, la chaîne dorsale du cap Corse, orientée dans un axe nord-sud.
Il se trouve à une altitude de 381 mètres, sur la route D180, une bretelle routière sur la D80. Hormis la route D80 même qui passe au nord, la D180 est la seule route reliant par l'intérieur le littoral occidental au littoral oriental du cap Corse.
Sa faible altitude lui permet d'être ouvert quasiment toute l'année.
Les vents d'ouest dominants y sont parfois violents, couchant la végétation comme on peut le voir sur les images ci-contre.
Il sépare le vallon du ruisseau de Quiaccu à l'ouest, à la vallée du ruisseau de Luri à l'est.

Bocca di Santa Lucia et la chapelle du même nom

## Histoire
Au col se trouve la chapelle Santa Lucia, construite au XIXe siècle en remplacement d'une ancienne église Santa Lucia qui était l'une des deux paroisses que comptait Pino à l'époque. La chapelle Santa Maria d'autrefois qui se situait à 500 m à l'ouest, a disparu.
À l'est de l'édifice religieux, démarre le chemin communal no 3 menant au lieu-dit U Cuventu et plus haut, en dessous de la tour de Sénèque.